# Tre fratelli
Tre fratelli is een Italiaanse dramafilm uit 1981 onder regie van Francesco Rosi. De film werd genomineerd voor de Oscar voor beste buitenlandse film.

## Verhaal
Drie broers keren terug naar hun ouderlijk huis in Zuid-Italië bij de dood van hun moeder. De drie broers zijn sociaal en maatschappelijk allen een andere richting ingeslagen. Dat maakt hun weerzien er niet eenvoudiger op. Ze overschouwen hun leven en blikken in de toekomst. Ze vertegenwoordigen de belangrijkste maatschappelijke groepen in het Italië van de jaren 70; de overheid, de arbeiders en de sociale instellingen.

## Rolverdeling
| Acteur               | Personage                    |
| -------------------- | ---------------------------- |
| Philippe Noiret      | Raffaele Giuranna            |
| Michele Placido      | Nicola Giuranna              |
| Vittorio Mezzogiorno | Rocco Giuranna, jonge Donato |
| Andréa Ferréol       | Vrouw van Raffaele           |
| Maddalena Crippa     | Giovanna                     |
| Rosaria Tafuri       | Rosaria                      |
| Marta Zoffoli        | Marta                        |
| Tino Schirinzi       | Vriend van Raffaele          |
| Simonetta Stefanelli | Vrouw van de jonge Donato    |
| Pietro Biondi        | Rechter                      |
| Charles Vanel        | Donato Giuranna              |
| Accursio Di Leo      | Vriend in de bar             |
| Luigi Infantino      | Vriend in de bar             |
| Girolamo Marzano     | Vriend van Nicola            |
| Gina Pontrelli       | Moeder van de broer          |